# سارا بنز
سارا بنز (انگلیسی: Sara Benz؛ زادهٔ ۲۵ اوت ۱۹۹۲) بازیکن هاکی روی یخ اهل سوئیس است.
سارا بنز در ۲۵ اوت ۱۹۹۲ در زوریخ سوئیس به دنیا آمد. او یک بازیکن حرفه ای هاکی روی یخ است که به جلو بازی می‌کند و به سمت چپ شوت می‌کند. بنز خواهر و هم تیمی لورا بنز است. حرفه بنز در سال ۲۰۰۸ آغاز شد. او سه بار برای تیم ملی هاکی روی یخ زیر ۱۸ سال زنان سوئیس در دو سطح از مسابقات قهرمانی جهانی زنان زیر ۱۸ سال IIHF به میدان رفت. سارا بنز همچنین در چهار دوره مسابقات جهانی زنان IIHF نماینده کشورش بوده‌است. اولین حضور او در سال ۲۰۰۹ بود. او عضو تیم برنده ای بود که در مسابقات قهرمانی ۲۰۱۲ برنز را به دست آورد. بنز برای تیم ملی هاکی روی یخ زنان سوئیس در بازی‌های المپیک زمستانی ۲۰۱۰ انتخاب شد. او در هر پنج بازی بازی کرد و یک گل زد. اگرچه سوئیس مدالی نگرفت، اما ۴ سال بعد اوضاع تغییر کرد. سارا بنز در سال ۲۰۱۴ در المپیک سوچی روسیه به این تیم کمک کرد تا مدال برنز را کسب کند. او آن لحظه شاد را در کنار خواهر و هم تیمی اش لورا بنز به اشتراک گذاشت.
ویرایش توسط CinmaKurdish